# فرودگاه دوسن کریک (فلایینگ ال آر رنچ)
فرودگاه دوسن کریک (فلایینگ ال آر رنچ) (به انگلیسی: Dawson Creek (Flying L Ranch) Airport) یک فرودگاه خصوصی است که یک باند فرود چمن دارد و طول باند آن ۶۱۰ متر است. این فرودگاه در کشور کانادا قرار دارد و در ارتفاع ۸۱۷ متری از سطح دریا واقع شده‌است.